# Sierra Grande (Stadt)
Sierra Grande ist eine Stadt im Südosten der argentinischen Provinz Río Negro. Sie ist mit etwa 7.000 Einwohnern die zweitgrößte Ortschaft des Departamento San Antonio und liegt etwa 20 km westlich des Golfo San Matías.

## Geographie
Sierra Grande liegt östlich einer Reihe isolierter, vegetationsarmer Hügelketten mit niedrigen Höhen (unter 300 m) im Schichtstufenland Patagoniens. Die Stadtteile Playas Doradas, ein touristisch orientierter Badeort, und Punta Colorada, eine Hafenanlage mit einer nur von wenigen Personen bewohnten Arbeitersiedlung, liegen direkt an der Atlantikküste. Das Klima ist von der Temperatur her gemäßigt (Januar 21 °C, Juli 7 °C) und trocken (200 mm Niederschlag im Jahr), jedoch auch sehr windig.

## Geschichte
Sierra Grande entstand um 1890 als Stützpunkt und Dienstleistungszentrum für die Schafzüchter und Reisenden der Region – der Ort liegt direkt auf einer wichtigen Nord-Süd-Route, der heutigen Ruta Nacional 3. Als Gründungsjahr wird heute 1903 angesehen, als an dem Ort ein Gericht eröffnet wurde. 1944 wurde in der Bergkette, an der der Ort liegt, Eisen entdeckt. Ab 1969 wurde dieses von der staatlichen Gesellschaft Hipasam, später Hiparsa, extrahiert, für die Arbeiter wurden 900 Häuser sowie ein Hafen an der Halbinsel Punta Colorada gebaut, was dem Ort ein großes Wachstum bescherte. Mitte der 1990er Jahre wurde die Mine allerdings vorübergehend aufgegeben, was die Stadt in eine tiefe Depression stürzte: Die Einwohnerzahl ging von 11.481 im Jahr 1991 auf unter 7.000 zurück. Als Alternative versuchte man mit teilweisem Erfolg, den Stadtteil Playas Doradas, der am Atlantik liegt, als Badeort zu vermarkten. 2006 wurde ein Teil der Mine sowie der Hafen wieder aktiviert.

## Persönlichkeiten
- Fernando de la Fuente (* 1986), Fußballspieler